# Veenendaal-Veenendaal Classic
Veenendaal-Veenendaal Classic er et hollandsk endagsløb i landevejscykling. Løbet blev for første gang arrangeret i 1985. Det har status som 1.1 af UCI, og er en del af UCI Europe Tour.

## Vindere
| År                            | Vinder               | Toer                 | Treer                |        |
| ----------------------------- | -------------------- | -------------------- | -------------------- | ------ |
| Veenendaal-Veenendaal         |                      |                      |                      |        |
| 1985                          | Joop Zoetemelk       | Leo van Vliet        | Adri van Houwelingen |        |
| 1986 ikke arrangeret          |                      |                      |                      |        |
| 1987                          | Johan Capiot         | Jean-Paul van Poppel | Wim Arras            |        |
| 1988                          | Ronny Vlassaks       | John Bogers          | Hennie Kuiper        |        |
| 1989                          | Jean-Paul van Poppel | John Vos             | Mathieu Hermans      |        |
| 1990                          | Wiebren Veenstra     | Peter Pieters        | Ralph Moorman        |        |
| 1991                          | Wiebren Veenstra     | Olaf Ludwig          | John Talen           |        |
| 1992                          | Jacques Hanegraaf    | Hendrik Redant       | Rob Harmeling        |        |
| 1993                          | Rob Mulders          | Maarten den Bakker   | Danny Nelissen       |        |
| 1994                          | Vjatjeslav Jekimov   | Andreas Kappes       | Frans Maassen        |        |
| 1995                          | Olaf Ludwig          | Peter Van Petegem    | Patrick Jonker       |        |
| 1996                          | Andrei Tchmil        | Arvis Piziks         | Johan Capiot         |        |
| 1997                          | Jeroen Blijlevens    | Léon van Bon         | Arvis Piziks         |        |
| 1998                          | Frank Høj            | Peter Van Petegem    | Léon van Bon         |        |
| 1999                          | Tristan Hoffman      | Chris Peers          | Erik Dekker          |        |
| 2000                          | Steven de Jongh      | Niko Eeckhout        | Servais Knaven       |        |
| 2001                          | Steven de Jongh      | Rudie Kemna          | Roger Hammond        |        |
| 2002                          | Bobbie Traksel       | Bart Voskamp         | Robbie McEwen        |        |
| 2003                          | Léon van Bon         | Marc Wauters         | Robbie McEwen        |        |
| 2004                          | Simone Cadamuro      | Robbie McEwen        | Jo Planckaert        |        |
| 2005                          | Paul van Schalen     | Dean Podgornik       | Ruslan Ivanov        |        |
| 2006                          | Tom Boonen           | Steffen Radochla     | Max van Heeswijk     |        |
| 2007                          | Steffen Radochla     | Stefan van Dijk      | Davide Viganò        |        |
| 2008                          | Robert Förster       | Sven Krauß           | Niko Eeckhout        |        |
| Dutch Food Valley Classic     |                      |                      |                      |        |
| 2009                          | Kenny van Hummel     | Graeme Brown         | Steven de Jongh      |        |
| 2010                          | Edvald Boasson Hagen | Kenny van Hummel     | Stefan van Dijk      |        |
| 2011                          | Theo Bos             | Wim Stroetinga       | Stefan van Dijk      |        |
| 2012                          | Theo Bos             | Peter Sagan          | Mark Renshaw         |        |
| 2013                          | Elia Viviani         | Danilo Napolitano    | Kenny van Hummel     |        |
| Arnhem-Veenendaal Classic     |                      |                      |                      |        |
| 2014                          | Yves Lampaert        | Michael Vingerling   | Jos van Emden        |        |
| 2015                          | Dylan Groenewegen    | Jawhen Hutarovitj    | Roman Majkin         |        |
| 2016                          | Dylan Groenewegen    | Chris Opie           | Kenny Dehaes         |        |
| Veenendaal-Veenendaal Classic |                      |                      |                      |        |
| 2017                          | Luka Mezgec          | Wouter Wippert       | Moreno Hofland       |        |
| 2018                          | Dylan Groenewegen    | Wouter Wippert       | Sondre Holst Enger   |        |
| 2019                          | Zakkari Dempster     | Martijn Budding      | Nick van der Lijke   |        |
| 2020                          | aflyst               | aflyst               | aflyst               | aflyst |
| 2021                          | aflyst               | aflyst               | aflyst               | aflyst |
| 2022                          | Dylan Groenewegen    | Gerben Thijssen      | Arnaud De Lie        |        |
| 2023                          | Dylan Groenewegen    | Arvid de Kleijn      | Sam Welsford         |        |
| 2024                          | Tord Gudmestad       | Simon Dehairs        | Dylan Groenewegen    |        |
| 2025                          | aflyst               | aflyst               | aflyst               | aflyst |